# Uniqlo
Uniqlo (株式会社ユニクロ?, Kabushiki gaisha Yunikuro, "Società per azioni Uniqlo") è un'azienda giapponese che disegna, produce e vende abbigliamento casual per uomo, donna e bambini.
Uniqlo è in patria una delle catene d'abbigliamento capofila del mercato, sia per i profitti sia per volume di vendite. Il successo del marchio ha consentito all'azienda di aprire diverse filiali nel mondo con grandi flagship store (negozi monomarca) a Madrid, Tokyo, Seul, Shanghai, Hong Kong, Parigi, Londra, New York, Berlino, Milano (dal 2019) e Roma; a questi grandi magazzini si aggiunge una fitta rete di negozi diffusa in tutto il Giappone e con molte filiali in Corea del Sud, Cina e Singapore.
Ci sono due modi corretti per scrivere il nome di quest'azienda: in katakana ユニクロ oppure in caratteri latini tutto maiuscolo UNIQLO. La società è una consociata interamente controllata da Fast Retailing Co. Ltd dal novembre 2005.

## Stile
Il concept aziendale di Uniqlo considera gli abiti come "componenti standardizzati" con cui costruire il proprio guardaroba. Per fare questo l'azienda realizza abiti in una grande varietà di generi e stili, dal casual al formale, utilizzando generalmente modelli dalle forme molto semplici e privi di ricami, accessori o decorazioni, declinati in un ampio spettro di colori e pattern così da dare al cliente libertà di abbinamento. L'unica linea di vestiario a presentare stampe è UT, una linea di t-shirt stagionali a tema decorate con soggetti tratti dalla cultura pop.
L'azienda si occupa anche di ricerca scientifica sperimentando nuove soluzioni per i suoi abiti, come ad esempio i tessuti Dry per favorire l'evaporazione del sudore, i tessuti HEATTECH per mantenere il calore, o i tessuti UV Cut per schermare dai raggi UV.

## Comunicazione
| Paesi         | Negozi (2024) |
| ------------- | ------------- |
| Cina          | 930           |
| Giappone      | 812           |
| Corea del Sud | 131           |
| Taiwan        | 76            |
| Filippine     | 74            |
| Indonesia     | 67            |
| Thailandia    | 66            |
| Malaysia      | 59            |
| Stati Uniti   | 53            |
| Australia     | 36            |

UNIQLO investe moltissimo nella comunicazione non solo con i suoi clienti e per invogliare il consumatore a comprare, ma anche attraverso il marketing virale a scopo non commerciale.

### Progetti reali
Nei negozi la riconoscibilità e l'identità societaria sono garantite dalla forte caratterizzazione grafica: l'uso esclusivo di linee rette, i quadrati, i soli colori bianco e rosso rendono immediatamente riconoscibile e distinguibile lo stile del materiale promozionale e commerciale di Uniqlo.

### Progetti virtuali
Su Internet Uniqlo realizza campagne pubblicitarie innovative non basate sui consolidati canali commerciali. Dal 15 giugno del 2007 al 25 gennaio 2017 era attivo sul sito dell'azienda una pagina occupata esclusivamente da un'applicazione in Flash chiamata Uniqlock che presentava un orologio digitale: il sito funzionava in modo tale che per cinque secondi mostrava l'ora e per cinque secondi dava spazio a mini-coreografie realizzate da quattro ballerine (scelte attraverso un casting su YouTube), il tutto a ciclo continuo e accompagnato da musica a 60 bpm così da andare a tempo coi secondi. Cambiava ogni minuto; durante le ore diurne (era possibile regolare l'ora secondo il proprio fuso orario) le ballerine ballavano, durante quelle notturne riposavano, e lo stesso faceva la musica, più frizzante di giorno e più rilassante di notte. Oltre ad ammirare le performance delle ballerine sul sito, era possibile scaricare gratuitamente un salvaschermo che conteneva tutti gli stacchetti e una piccola applicazione chiamata "Blog Parts" che consentiva di poter caricare un piccolo Uniqlock sul proprio blog o qualunque altro spazio web. La pagina, ideata dal regista e creativo Yūichi Kodama, musicata dal dj Fantastic Plastic Machine e lanciata dallo slogan Music. Dance. Clock., veniva rinnovata a ogni cambio di stagione e ha guadagnato nel tempo una grandissima popolarità, dato che a novembre del 2008 si contavano 40'000 Blog Parts caricati da utenti di 88 paesi del mondo, e dodici mesi dopo erano 84'000 in 96 paesi. UNIQLOCK incuriosisce lo spettatore con i numerosi bizzarri balletti eseguiti dalle quattro ragazze, ed essendo queste vestite con i capi UNIQLO della vigente collezione, l'applicazione raggiunse lo scopo pubblicitario perseguito.
- 01/06/2007 - Prime audizioni
- 15/06/2007 - Stagione 1: Dry Polo Shirt (polo resistenti al sudore)
- 01/10/2007 - Stagione 2: Cashmere Knit (maglieria in cashmere)
- 11/04/2008 - Seconde audizioni
- 28/04/2008 - Stagione 3: 20 Color T-shirt (magliette in 20 nuovi colori)
- 06/10/2008 - Stagione 4: HEATTECH Inner (maglieria leggera ad alto mantenimento di calore)
- 27/02/2009 - Stagione 5: Color Parka × Color Jeans (felpe e jeanseria colorata)
- 31/08/2009 - Stagione 6: Cashmere Knit (maglieria in cashmere); apertura del negozio monomarca a Parigi
- 12/11/2010 - UNIQLOCK Mix

Sulla scia del successo di Uniqlock, dall'estate del 2009 è stato aperto UNIQLO CALENDAR, calendario meteorologico che invece delle ballerine presenta immagini del mondo in movimento (parchi affollati, traffico in città, spiagge assolate, parate di festa, eccetera) velocizzate e che cambiano in base alla stagione. Anche la musica, sempre curata da Fantastic Plastic Machine, cambia ogni volta che viene rinnovato il sito, ma al contrario di UNIQLOCK non viene semplicemente aggiornata, ma completamente sostituita con nuovi remix di brani di musica classica realizzati dal dj in collaborazione con altri musicisti. Lo scopo pubblicitario viene qui raggiunto in maniera più indiretta: cliccando sull'immagine in movimento, questa si blocca e si pixellizza grossolanamente, ed i quadratini colorati sono in realtà dettagli di abiti UNIQLO.
- Estate 2009 I - Vol. 01: Fantastic Plastic Machine feat. Yasuaki Shimizu (sassofono) - Franz Liszt, Liebesträume no. 3
- Estate 2009 II - Vol. 02: Fantastic Plastic Machine feat. Gen Tamura (chitarra elettrica) - Erik Satie, Je te veux
- Autunno 2009 - Vol. 03: Fantastic Plastic Machine feat. DJ YASA (consolle) - Edward Elgar, Pomp and Circumstance op. 39 no. 1
- Inverno 2009/2010 - Vol. 04: Fantastic Plastic Machine feat. Saigenji (scat) - Maurice Ravel, Bolero
- Primavera 2010 - Vol. 05: Fantastic Plastic Machine feat. Rom Chiaki (theremin) - Charles Gounod da Johann Sebastian Bach, Ave Maria
- Estate 2010 - Vol. 06: Fantastic Plastic Machine feat. Tetsuya Kuwayama (fisarmonica) - Georges Bizet, Les toreadors da Carmen
- Autunno 2010 - Vol. 07: Fantastic Plastic Machine feat. Masahiko Kitahara (trombone) - Tekla Bądarzewska-Baranowska, La prière d'une vierge
- Inverno 2010/2011 - Vol. 08: Fantastic Plastic Machine feat. DEPAPEPE (chitarra acustica) - Johannes Brahms, Danza ungherese no. 5 in sol diesis minore

### Nello sport
La Uniqlo è presente nei circuiti tennistici, in particolare nel circuito ATP dove è lo sponsor esclusivo di Kei Nishikori e Roger Federer: al campione svizzero nel 2018 sono stati garantiti 300 milioni di dollari, distribuiti in 10 anni quindi Federer ottiene 30 milioni all'anno.
Nel golf invece è sponsor del campione australiano Adam Scott.
Uniqlo è stato sponsor ufficiale di tutti gli atleti della Svezia ai giochi olimpici estivi svolti nelle città di Pechino nel 2008, Tokyo nel 2021, Parigi nel 2024 e lo sarà per quelli invernali da svolgere nelle città di Milano e Cortina nel 2026.

## Negozi
Il primo negozio Uniqlo è stato aperto a Hiroshima nel 1984. A quel tempo si chiamava ancora “Uniclo” (abbreviazione di Unique Clothing Warehouse), ma durante la fiera di Hong Kong la C venne confusa con la Q e da allora si chiamò Uniqlo.
Il primo negozio Uniqlo fuori dal Giappone è stato aperto a Londra nel 2001. Seguono Shanghai (2002) e New York (2005). La prima filiale a Parigi è stata aperta nel 2007 e la prima a Berlino nel 2014. Nell’Europa meridionale, la prima filiale è stata aperta a Barcellona nel 2016. La prima filiale è stata aperta in Italia nel 2019. A dicembre 2023 c'erano oltre 2.700 negozi Uniqlo in tutto il mondo. Ci sono oltre 800 negozi Uniqlo in Giappone (di cui oltre 100 a Tokyo) e oltre 70 negozi in Europa.
In Giappone, nell'aprile 2012, nel quartiere Ginza di Tokyo, è stato aperto un negozio di punta di 12 piani. Con una superficie di circa 5.000 metri quadrati, è attualmente il più grande negozio Uniqlo. Dalla ristrutturazione del 2020 la filiale dispone di un laboratorio sartoriale.
Nel 2022, Uniqlo Japan ha aperto Re.Uniqlo, dove i clienti possono ricevere nuovi servizi di produzione e riparazione di abbigliamento. Re.Uniqlo Repair Studio offre riparazioni in giornata e modifiche uniche agli indumenti acquistati da Uniqlo.

### Uniqlo in Italia
Nel settembre 2019 è stata aperta a Milano, in Piazza Cordusio, la prima filiale italiana di Uniqlo. La filiale dispone di 1.500 mq su 3 piani e ospita anche un manga café, che Uniqlo ha solo a Milano in Europa. Nel dicembre 2023 Ultraman è apparso nello store Uniqlo e nel centro di Milano. L'Ultraman faceva parte del progetto di beneficenza sulle magliette "Peace for All" di Uniqlo e l'evento si è tenuto il 14 dicembre, dove Ultraman e Ultraman Cosmos sono atterrati a Milano. Ultraman ha una popolarità di culto in Italia. Durante l'evento si sono svolte mostre e laboratori di origami. Molti locali e turisti hanno scattato una foto con Ultraman.
La seconda filiale italiana è stata aperta a Roma di Via del Corso nella Galleria Alberto Sordi ed è stata inaugurata il 18 aprile 2024. Il negozio si estende su 1.300 mq con tre magazzini e lo studio Re.Uniqlo e ha collaborato anche con designer locali come Simone Legno e Giulio Castagnaro.
Il 2 maggio ha aperto a Milano in Piazza Gae Aulenti il secondo store Uniqlo. L'immobile è di 800 mq e si sviluppa su un unico piano. È stato costruito in modo che la scala mobile conduca dal piano terra al seminterrato e lo svincolo avvenga solo nel seminterrato.
Il 19 settembre ha aperto a stazione di Roma Termini il secondo punto vendita Uniqlo di Roma. Si estende su una superficie un totale di 960 mq ed è il primo negozio Uniqlo europeo in una stazione ferroviaria. Il COO di Uniqlo Italia è stato entusiasta del nuovo punto vendita Uniqlo, che si trova presso la stazione ferroviaria più importante e trafficata d'Italia con circa 500.000 passeggeri al giorno e offre anche opportunità di shopping per i tanti viaggiatori che arrivano a Roma in treno.